# Convento da Tomina
O Convento da Tomina é um antigo convento situado num local conhecido por sítio da Tomina, na zona fronteiriça entre Santo Aleixo da Restauração e Aroche, junto ao Ribeiro de Paes Joannes, na atual Freguesia de Safara e Santo Aleixo da Restauração, do Município de Moura.
Fundado por Manuel de Jesus Maria, em 1686, para a construção deste cenóbio muito contribuiu a população da área (especialmente a de Santo Aleixo da Restauração) que prontamente se disponibilizou para destruir parte do rochedo existente nesse local, construindo sobre ele o edifício. A obra levou poucos anos a concluir e, não existindo qualquer imagem de Nossa Senhora no convento, este recebeu então a oferta de uma imagem de Nossa Senhora das Necessidades feita por D. Isabel Xara, de Moura, imagem à qual se atribuem vários milagres e que ainda é muito venerada.
Em 1709, por decisão do rei D. João V de Portugal, o Convento da Tomina ficou adstrito à Ordem dos Clérigos Regulares Ministros dos Enfermos, chamados de Camilianos, cuja principal missão consistia na assistência aos moribundos.
Daqui saíram os religiosos que fundaram os conventos de Nossa Senhora do Alcance em Mourão, Nossa Senhora de Sacaparte, em Alfaiates e de São Pedro de Arronches.
Célebre ficou o mandato de destruição do Convento da Tomina por D. Pedro II, facto originado em questões relacionadas com ofertas efectuadas a Nossa Senhora da Conceição.
De destacar que a população impediu a destruição do edifício, fazendo com que D. Pedro II voltasse atrás na decisão tomada. Para se redimir, D. Pedro II ofereceu ao Convento da Tomina um conjunto de paramentos riquíssimos, trabalhos chineses especialmente encomendados, composto por: três casulas, uma capa de asperges, um véu de ombros, uma dalmática, um pálio, bolsas de corporais, panos de estantes e três frontais elaborados em damasco branco com guarnição vermelha.